# Филиппов, Алексей Александрович (1973)
Алексе́й Алекса́ндрович Фили́ппов (10 июня 1973, Иваново, СССР) — советский и российский футболист (защитник и полузащитник).

## Карьера
Первый клуб — ивановский «Текстильщик» (1990—1992). В 1993—1995 годах выступал за московское «Динамо», провёл 9 матчей в высшей лиге, 1 матч в Кубке УЕФА и 1 матч в победном для команды Кубке России — в 1/16 финала вышел на замену на 86 минуте. В 1995 году повёл 18 матчей в высшей лиге за новороссийский «Черноморец». Затем выступал за различные клубы первого и второго дивизионов: «Металлург» Липецк (1996), «Энергия» Камышин (1997), «Рубин» Казань (1998—2000), «Амкар» Пермь (2001—2002), «Луч-Энергия» Владивосток (2003), «Спартак» Кострома (2004), «Локомотив-НН» Нижний Новгород (2005), «Шексна» Череповец (2006), «Звезда» Серпухов (2006). Последний клуб — «Кооператор» Вичуга (2007, ЛФЛ).
Ввсего в высшем дивизионе провёл 27 матчей.
Позже стал работать тренером одной из юношеских команд «Текстильщика».

## Достижения
- Обладатель Кубка России: 1994/95
- Бронзовый призёр чемпионата России: 1994
- Бронзовый призёр Первого дивизиона: 2000
- Победитель Второго дивизиона (2): 1996 (зона «Запад»), 2003 (зона «Восток»)